# 第32步兵師 (德國國防軍)
第32步兵師（德語：32. Infanterie-Division）是納粹德國國防軍陸軍的一個步兵師。該師於1936年10月在波美拉尼亚克斯林組建。
第二次世界大戰期間，該師參與入侵波蘭、入侵法國行動，1941年6月，該師並參與巴巴羅薩行動。
該師一直在東線作戰，直到1945年5月在海爾半島向苏联红军投降。

## 註腳
1. ↑  Mitcham（2007年）